# Luxo Jr.
Luxo Jr. är en datoranimerad kortfilm från 1986 i regi av John Lasseter. Det är den första filmen från Pixar Animation Studios, och nominerades till en Oscar för bästa animerade kortfilm 1987.
Filmen handlar om en liten antropomorf lampa, Luxo Jr., och dess far.